# Мајкл Батист
Мајкл Џејмс „Мајк“ Батист (енгл. Michael Batiste; 21. новембар 1977) је бивши амерички кошаркаш. Играо је на позицијама крилног центра и центра.

## Универзитет
Похађао је универзитет Аризона Стејт где је током сезоне 1997/98. предводио Пак-10 конференцију у блокадама, а сезону касније уврштен је у прву петорку конференције. Након универзитета одлучио се пријавити на НБА драфт 2000. године, али није био изабран.

## Професионална каријера

### Ране године
Након неуспеха на драфту, Батист је своју каријеру наставио у Европи. У сезони 2000/01. наступао је за белгијску екипу Спироу Шарлроа, а сезону касније потписује за италијанску Бјелу.

### Мемфис гризлиси
Након завршетка сезоне, Мајкл Батист потписује за Мемфис гризлисе и у 75 одиграних утакмица просечно постиже 6,4 поена и 3,4 скока. У септембру 2002. године, Батист је потписао за Лос Анђелес клиперсе, али је отпуштен пре почетка регуларног дела сезоне.

### Панатинаикос
У јулу 2003. године, након неуспеха у НБА, Батист потписује за грчки Панатинаикос. У девет одиграних сезона у дресу Панатинаикоса, Батист је одвео своју екипу до освајања осам титула грчког шампиона, шест грчких купова и три титуле Евролиге.

### Фенербахче Улкер
Дана 13. јула 2012. Батист је потписао једногодишњи уговор са турским Фенербахче Улкером. Са њима је освојио турски куп.

### Повратак у Панатинаикос
У августу 2013. Батист се вратио у Панатинаикос, потписавши једногодишњи уговор. У сезони 2013/14. са „зеленима“ из Атине освојио је првенство и куп Грчке. У септембру 2014. је објавио крај играчке каријере.